# Вукојарац
Вукојарац је биће из митологије Јужних Словена. Вјеровање о постојању овог митолошког бића је раширено међу становницима у Имотској крајини (Хрватска).

## Опис Вукојарца у митологији и народним предањима
У митологији и народним предањима вукојарац се описује као биће са главом од вука са оштрим зубима, козијом брадицом и роговима, крупним воловским очима, медвјеђим тјелом и са четири различите ноге. Једна предња нога је јарећа а друга вучија, док је код задњи ногу једна медвјеђа а друга магарећа. Иза сваке длаке на тјелу овог бића вири по један ђавол. Према предањима, вукојарац се најчешће појављује у току зиме када најављује велику глад и помор становништва.

## У популарној култури

### У књижевности
- Вукојарац се спомиње роману Ивана Раоса "Просјаци и синови".

### У музици
- Вукојарац је такође назив хрватског дум метал бенда[1].

### У филмовима и серијама
- Вукојарац се спомиње у 7. епизоди југословенске серије "Просјаци и синови"[2].